# Březina u Rokycan
Březina (deutsch Brzezina) ist eine Gemeinde mit 386 Einwohnern (Stand: 1. Januar 2023) in Tschechien. Sie liegt acht Kilometer nördlich von Rokycany im Brdywald und gehört zum Okres Rokycany. Die Katasterfläche beträgt 763 ha.

## Geographie
Der Ort befindet sich in 483 m ü. M. im nordwestlichen Brdywald in einer Hanglage links des Korecký potok. Östlich erhebt sich der Hradiště (618 m), dahinter der Rumpál (638 m). Durch Březina führt die Staatsstraße 232 von Rokycany nach Břasy. Östlich liegt die Ruine der Burg Březina und im Nordosten das Schloss.
Nachbarorte sind Bezděkov und Přívětice im Norden, Sklená Huť im Nordosten, Habr im Südosten, Volduchy und Osek im Süden, Nový Dvůr und Kolna im Südwesten, Bušovice und Střapole im Westen sowie Všenice und Stupno im Nordwesten.

## Geschichte

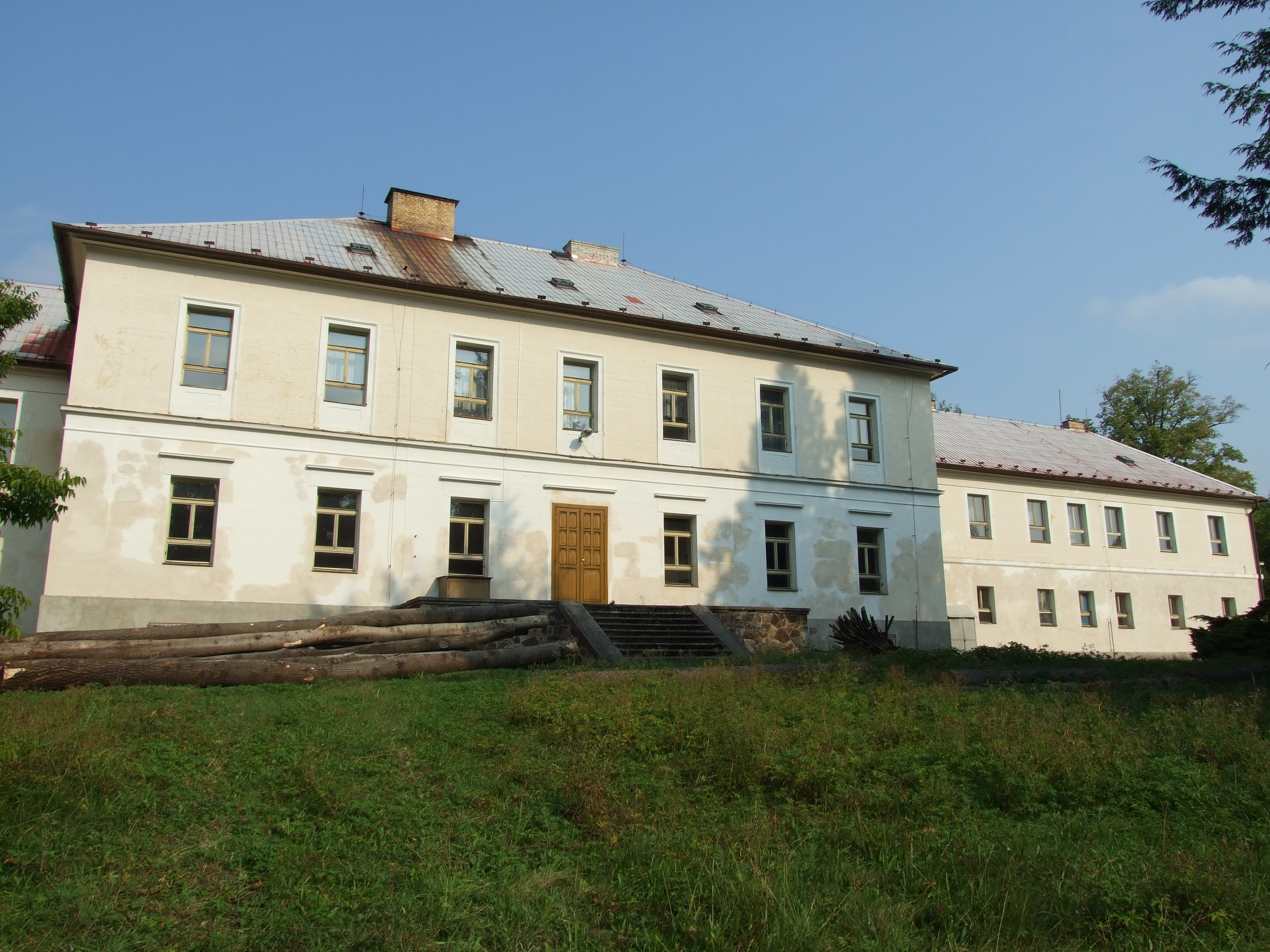
Sternbergsches Schloss

Die erste schriftliche Erwähnung des Dorfes stammt von 1379. 1387 ließ Heinrich von Elsterberg eine Burg errichten, die er zu einem seiner Sitze machte. Die Burg wechselte mehrfach die Besitzer, 1398 gehörte sie Jan Žid z Vetlé und 1402 war Wenzel von Schwanberg Burgherr. Ihm folgten 1410 Něpr Duč und ab 1439 die Familie Harant. 1498 kaufte Zbyňek von Buchov die Herrschaft einschließlich Volduchy und Teilen der Dörfer Přívětice, Kříše, Stupno, Chomle und Darová. Ein Jahr später gehörte sie dann Bohuslav von Svinař. Seit 1661 wurde die Burg als wüst bezeichnet.
1673 erwarb Maximilian František Boryn ze Lhoty Březina und 1682 folgte Innocent z Bubna. Im Jahre 1758 kaufte der Geheime Rat und Kämmerer Johann von Sternberg (1713–1798) Březina. Nach dessen Tode erbte dessen Sohn Joachim das Gut. Dieser ließ zwischen 1790 und 1808 ein Schloss errichten. 1808 trat Joachims Bruder Kaspar Maria das Erbe an. Joachim und Kaspar Maria von Sternberg führten auf dem Gut landwirtschaftliche Versuche zur Kultivierung von Wildpflanzen und fremdländischen Nutzpflanzen durch. Um das Schloss entstand ein Park mit exotischer Flora. 1810 erfolgte der Umbau der Burgruine zu einem Altan.
In den 1930er Jahren weilte der Schauspieler Vlasta Burian während seines Urlaubs im Schloss, das bis 1939 den Grafen von Sternberg gehörte.
In den 1980er Jahren wurde im Schloss eine forstwirtschaftliche Lehranstalt eingerichtet. 1990 ging der Besitz in Restitution an die Sternberger zurück, Schlossherr ist seitdem Graf Zdeněk Šternberk, dem auch die Burg Český Šternberk gehört.

## Ortsgliederung
Für die Gemeinde Březina sind keine Ortsteile ausgewiesen.

## Sehenswürdigkeiten
- Schloss, erbaut 1790–1808
- künstliche Burgruine Salon, 1810 an Stelle der früheren Burg errichtet
- Kapelle der Hl. Theresia von Lisieux, 1936 durch Jiří Sternberg errichtet, 1950 zerstört und 2000 wieder aufgebaut
- Kapelle in Březina
- Berg Hradiště mit Resten einer frühzeitlichen slawischen Ringwallanlage aus dem 9. Jahrhundert und vorzeitlichen Funden aus der Hallstatt-/La-Tène-Kultur

## Persönlichkeiten
- Joachim von Sternberg (1755–1808), böhmischer Naturforscher und Ballonflugpionier,
- Kaspar Maria von Sternberg (1761–1838), böhmischer Staatsmann und Naturforscher lebte von 1810 bis zu seinem Tode auf Schloss Březina